# Cam Lộ (huyện)
Cam Lộ là một huyện cũ thuộc tỉnh Quảng Trị, Việt Nam.

## Địa lý
Huyện Cam Lộ nằm ở khu vực giữa của tỉnh Quảng Trị, có vị trí địa lý:
- Phía đông giáp thành phố Đông Hà
- Phía tây giáp huyện Đakrông
- Phía nam giáp huyện Triệu Phong
- Phía bắc giáp huyện Gio Linh.

Trên địa bàn huyện có sông Cam Lộ (sông Hiếu) chảy qua. Cam Lộ là địa bàn có nhiều tuyến giao thông quan trọng đi ngang qua: Quốc lộ 1, Đường Hồ Chí Minh, Đường 9, tuyến hành lang kinh tế Đông - Tây, đường xuyên Á từ Lào về cảng Cửa Việt. Diện tích của huyện Cam Lộ là 346,9 km². Dân số 46.300 người (2003), gồm các dân tộc: Kinh, Bru - Vân Kiều. Cam Lộ là địa phương có dự án đường cao tốc Vạn Ninh – Cam Lộ đang được xây dựng và đường cao tốc Cam Lộ – La Sơn đã được đưa vào khai thác.

## Lịch sử
Dấu tích cư trú của người nguyên thủy thời hậu kỳ đồ đá cũ được tìm thấy chủ yếu ở khu vực Tân Sở - vùng Cùa, gồm nhiều công cụ làm bằng đá quartzit có hình thù đặc trưng cho thời kỳ văn hóa Sơn Vi (niên đại từ 2 đến 3 vạn năm về trước); tại các hang Dơi (Tân Lâm - xã Cam Thành) tìm thấy một số công cụ chặt, chày nghiền,... làm bằng đá và một số dụng cụ làm bằng xương, đồ gốm đặc trưng văn hóa Hòa Bình (niên đại từ 1,5 đến 2 vạn năm về trước); ở Đồi không tên (Tân Lâm) phát hiện dấu tích của một công xưởng chế tác công cụ đá lửa (silic) của người nguyên thủy thuộc hậu kỳ đá mới, cách ngày nay chừng 5.000 năm.
Đến thời Trần - Lê (thế kỷ XIV - XVI) đã có người Việt vào cư trú ở Cam Lộ dọc theo bờ sông Hiếu và tên Cam Lộ cũng xuất hiện từ đó, được gọi là nguồn Cam Lộ. Nguồn Cam Lộ có 2 châu Sa Bôi và Thuận Bình. Đến thời các Chúa Nguyễn, chính sách khẩn hoang lập làng được đẩy mạnh hơn đã phát triển khu cư trú về phía nam sông Hiếu đến vùng gò đồi và một số làng được thành lập ở Cùa đầu thế kỷ XVII.
Năm 1803, sau khi đánh bại Tây Sơn và lên ngôi hoàng đế, vua Gia Long lấy các huyện: Hải Lăng, Đăng Xương, Minh Linh để lập ra doanh Quảng Trị và phía tây đặt đạo Cam Lộ, lỵ sở đóng tại làng Nghĩa An, tổng An Lạc (Thuộc vùng đất xã Cam An ngày nay). Năm 1831 vua Minh Mạng đổi đạo Cam Lộ thành phủ Cam Lộ. Trong triều đại này, năm 1829 (Minh Mạng thứ 10) thành Vĩnh Ninh cũng được xây dựng tại làng Cam Lộ (Nay là di tích Khu Chính phủ cách mạng lâm thời Cộng hòa Miền nam Việt Nam).
Năm 1851 vua Tự Đức đổi đạo Cam Lộ thành bảo Cam Lộ. Cũng thời kỳ này (1883 - 1885) Sơn phòng Tân Sở được xây dựng tại Vùng Cùa. Vào niên hiệu Đồng Khánh (1886 - 1888) huyện Cam Lộ có 3 tổng: Tổng An Lạc gồm các xã Cam An, Cam Thanh và Thị xã Đông Hà ngày nay; tổng Cam Đường (đến trước cách mạng tháng 8 năm 1945 đổi tên thành tổng Cam Vũ) gồm các xã Cam Hiếu, Cam Thủy, Cam Thành, Cam Tuyền và thị trấn Cam Lộ; tổng Mai Lộc bao gồm các xã Cam Chính, Cam Nghĩa.
Dưới thời Việt Nam Cộng Hòa, ngày 17 tháng 5 năm 1958 chính quyền Sài Gòn cho lập quận Cam Lộ. Trong Chiến tranh Việt Nam, huyện Cam Lộ là một đơn vị hành chính có tổ chức Đảng, các đoàn thể và chính quyền cách mạng. Trụ sở của Chính phủ Cách mạng Lâm thời Cộng hòa miền Nam Việt Nam đặt tại Cam Lộ từ năm 1972 đến năm 1975.

### Từ năm 1976 đến nay
Ngày 11 tháng 3 năm 1977, các huyện Cam Lộ, Gio Linh và Vĩnh Linh sáp nhập lại thành huyện Bến Hải thuộc tỉnh Bình Trị Thiên.
Ngày 20 tháng 4 năm 1978, xã Cam Giang được sáp nhập vào xã Cam An (xã Cam Giang ngày nay là phường Đông Giang thuộc thành phố Đông Hà).
Ngày 19 tháng 10 năm 1991, huyện Cam Lộ được tái lập trên cơ sở 8 xã cũ thuộc huyện Cam Lộ được sáp nhập vào thị xã Đông Hà (năm 1981) với dân số 44.232 người và diện tích 346,9 km².
Ngày 1 tháng 8 năm 1994, thành lập thị trấn Cam Lộ (thị trấn huyện lỵ huyện Cam Lộ) trên cơ sở một phần diện tích và dân số của xã Cam Thành.
Ngày 1 tháng 1 năm 2020, sáp nhập hai xã Cam Thanh và Cam An thành xã Thanh An.
Huyện Cam Lộ có 1 thị trấn và 7 xã như hiện nay.

## Hành chính
Huyện Cam Lộ có 8 đơn vị hành chính cấp xã trực thuộc, bao gồm thị trấn Cam Lộ (huyện lỵ) và 7 xã: Cam Chính, Cam Hiếu, Cam Nghĩa, Cam Thành, Cam Thủy, Cam Tuyền, Thanh An.

## Du lịch

### Di tích

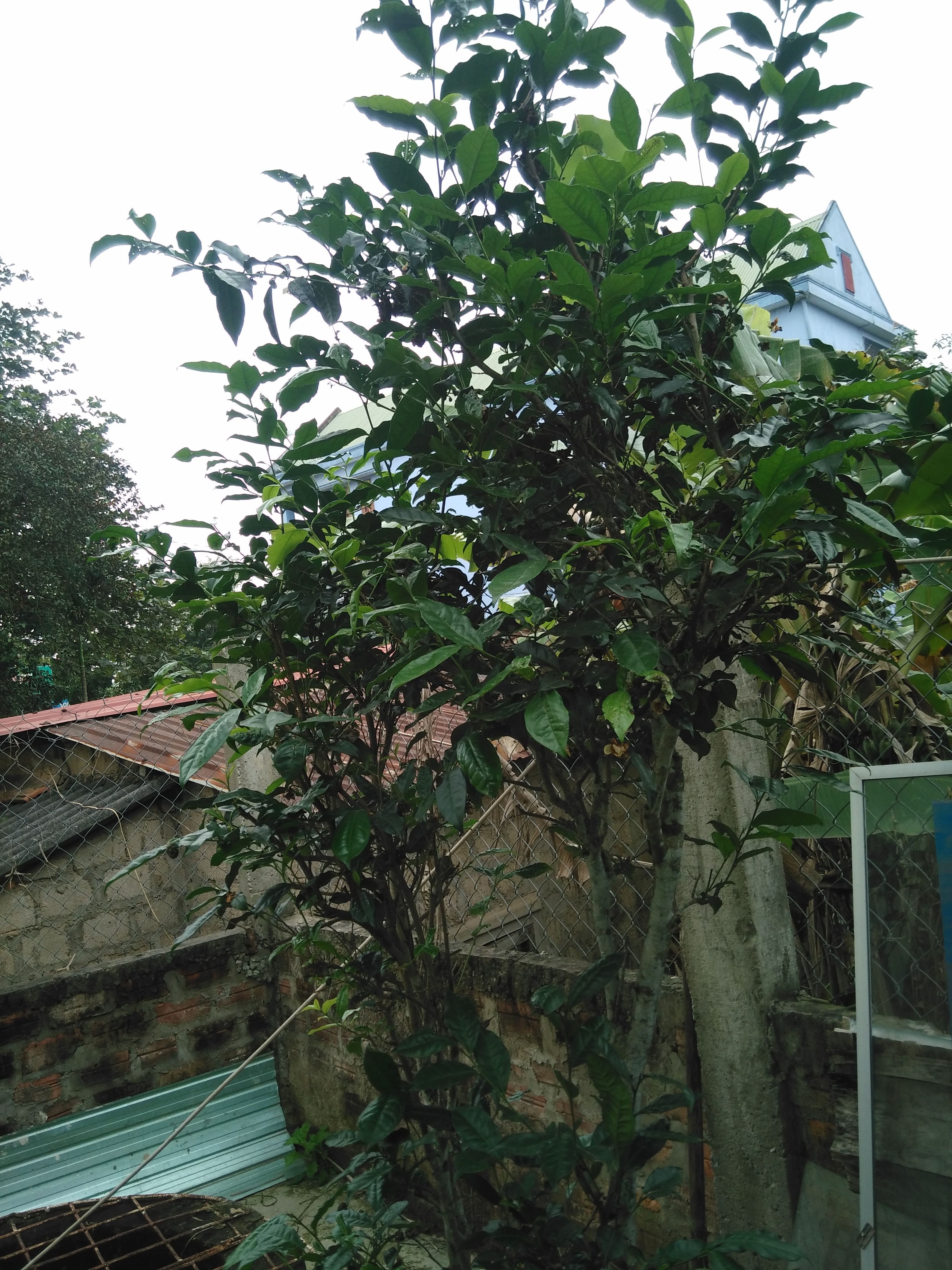
Cây chè Cùa hay còn gọi là chè Cam Lộ

Huyện Cam Lộ có các di tích lịch sử-văn hóa như:
- Chợ phiên Cam Lộ
- Di tích Tân Sở
- Cầu Xoài Vĩnh Đại
- Miếu Cây xoài Tam Hiệp
- Miếu An Mĩ
- Khu chính Phủ Lâm thời cộng Hòa Miền Nam Việt Nam
- Nhà Tằm Tân Tường.
- Suối La La thuộc làng Chanh, xã Tân Kim, huyện Cam Lộ: trong bài hát Chiều trên Gio Cam giải phóng

Nhiều nơi tại Cam Lộ, các nhà khảo cổ tìm thấy dấu vết của cư dân người tiền sử sinh sống từ 1,5 vạn đến 3 vạn năm về trước.

### Vùng Cùa
Ở Cam Lộ có vùng Cùa nổi tiếng. Cùa là tên gọi từ xưa, nghe âm vang chất dân dã và hoang vu, còn trên bản đồ hành chính, đây là địa bàn hai xã Cam Chính và Cam Nghĩa thuộc huyện Cam Lộ, Quảng Trị. Từ ngã ba quốc lộ 9 vào Cùa, ngày xưa là con đường đất đỏ, giữa cằn cỗi gió nắng, đất xứ Cùa lại mỡ màu với những vườn cây trái, Vào tới trung tâm vùng Cùa sẽ thấy bóng tán mít vây bọc những vuông vườn dâu da, cam, bưởi, ổi. Từ xa xưa, vùng đất Cùa được xem là xứ hồ tiêu và nức tiếng với các loại sản vật như mít ngọt, chè xanh, măng khô, mộc nhĩ.

### Chùa Cam Lộ
Trên địa bàn huyện có chùa Cam Lộ, đây là là ngôi chùa lớn và linh thiêng nhất Quảng Trị, có ngọn Bảo tháp thờ Phật và Xá lợi Phật cao nhất Việt Nam. Trong đó, Giác Nhiên Bảo Tháp, là công trình xây dựng để tưởng niệm Cố Trưởng Lão Đức đệ nhị Tăng Thống, được khởi công vào ngày 19/2/2011 và hoàn thành vào dịp Lễ hội Quán Thế Âm 19/2/2014; tổng kinh phí 15 tỷ đồng. Vào những ngày đầu Xuân năm mới Đinh Dậu, chùa Cam Lộ đã có hàng vạn lượt người khắp các địa phương trong tỉnh Quảng Trị cũng như khách thập phương đã về đây để lễ phật cầu may mắn. Đã thành một nét đẹp truyền thống của người Việt Nam, cứ vào những ngày đầu năm mới, nhiều gia đình lại cùng nhau đi lễ chùa cầu chúc một năm mới an lành, nhiều may mắn đến với gia đình mình và mọi người.

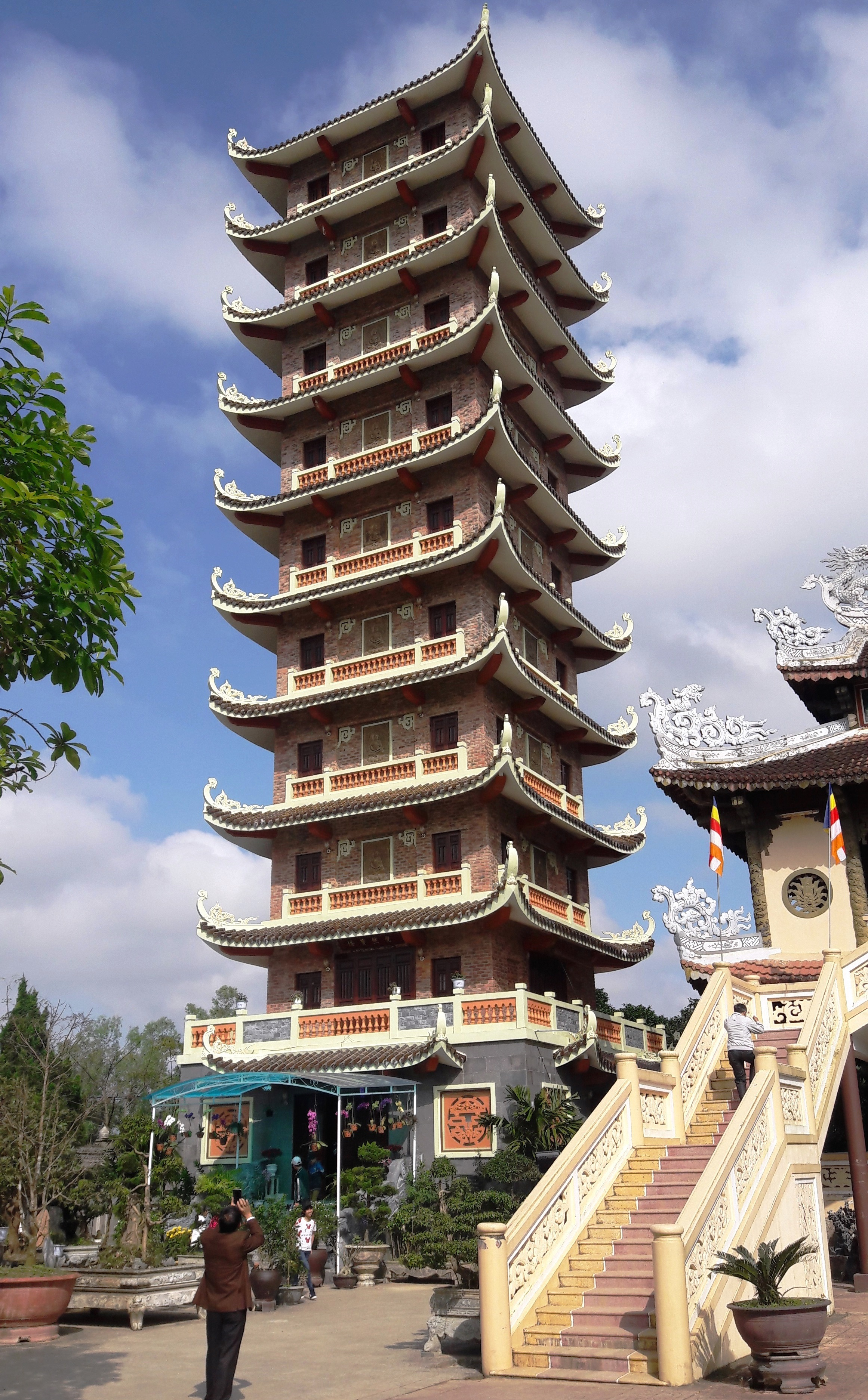
Chùa Cam Lộ
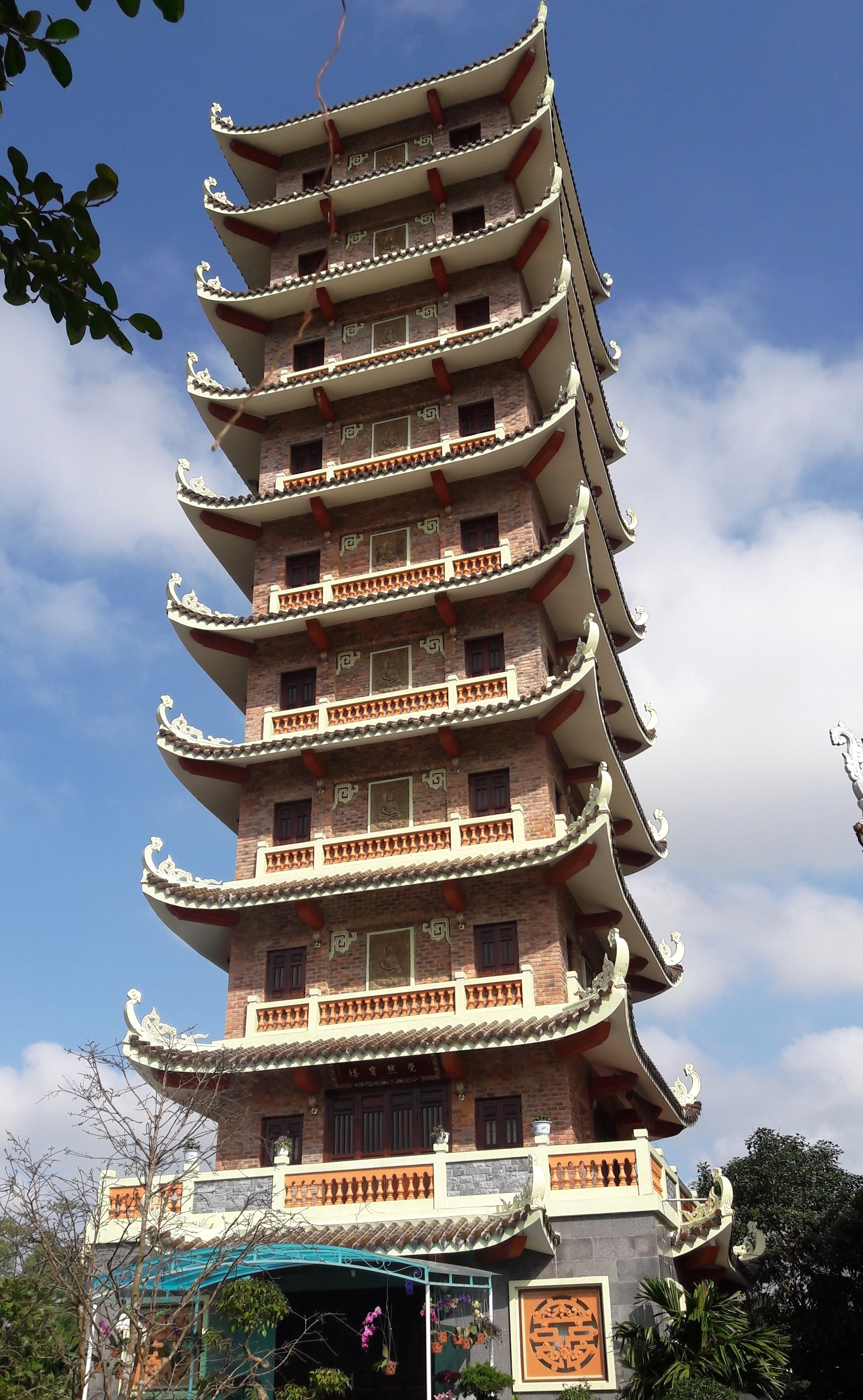
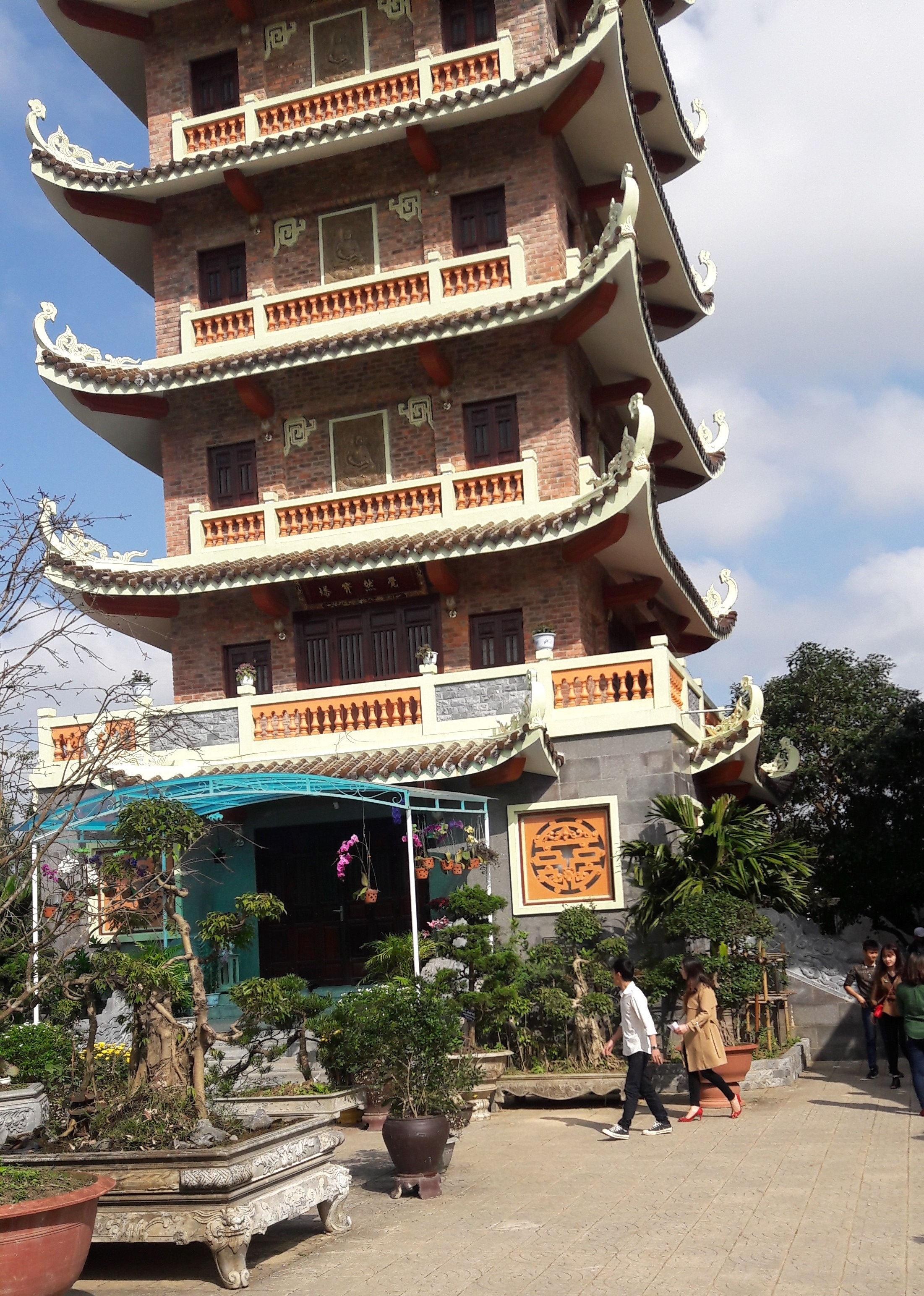
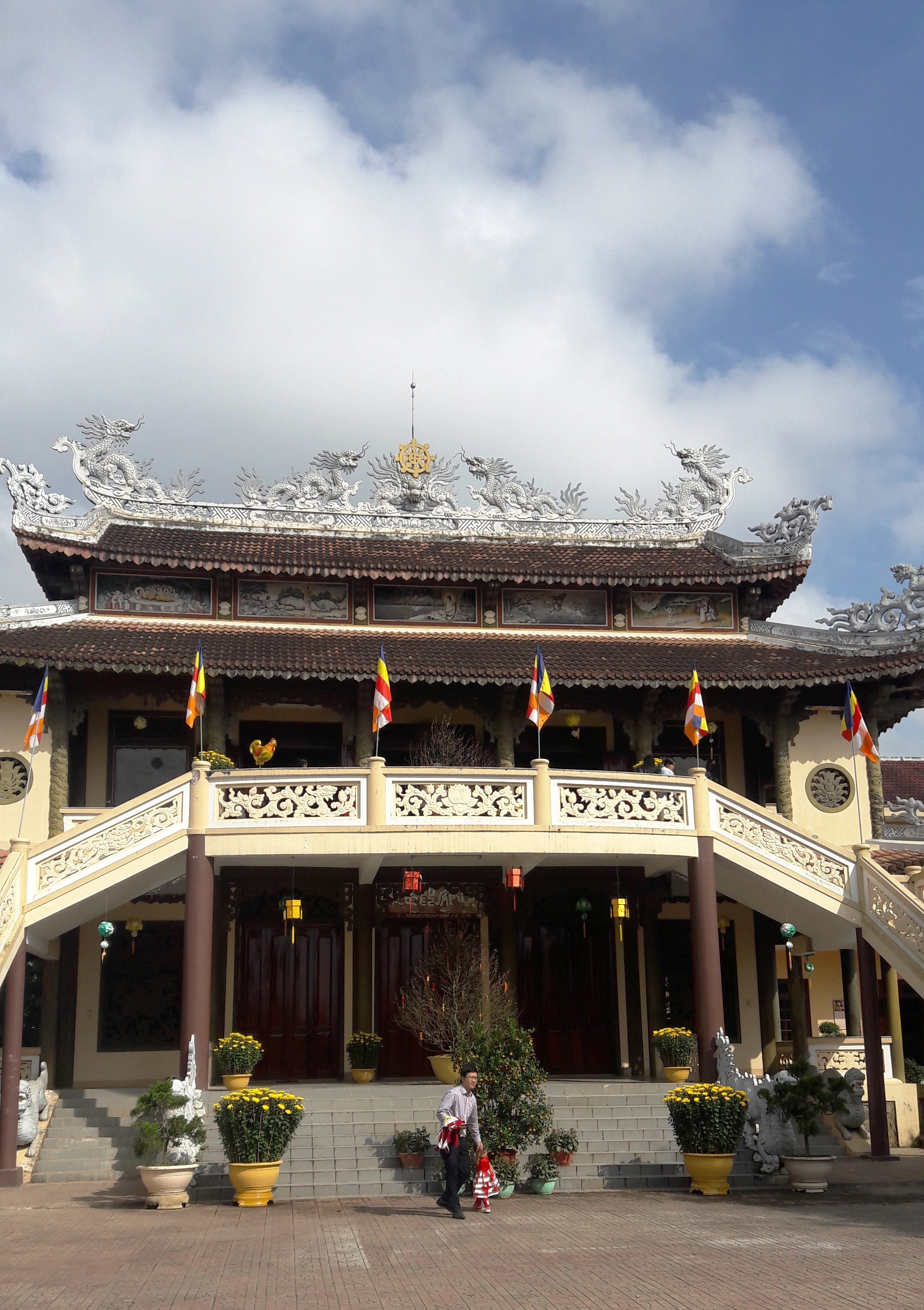
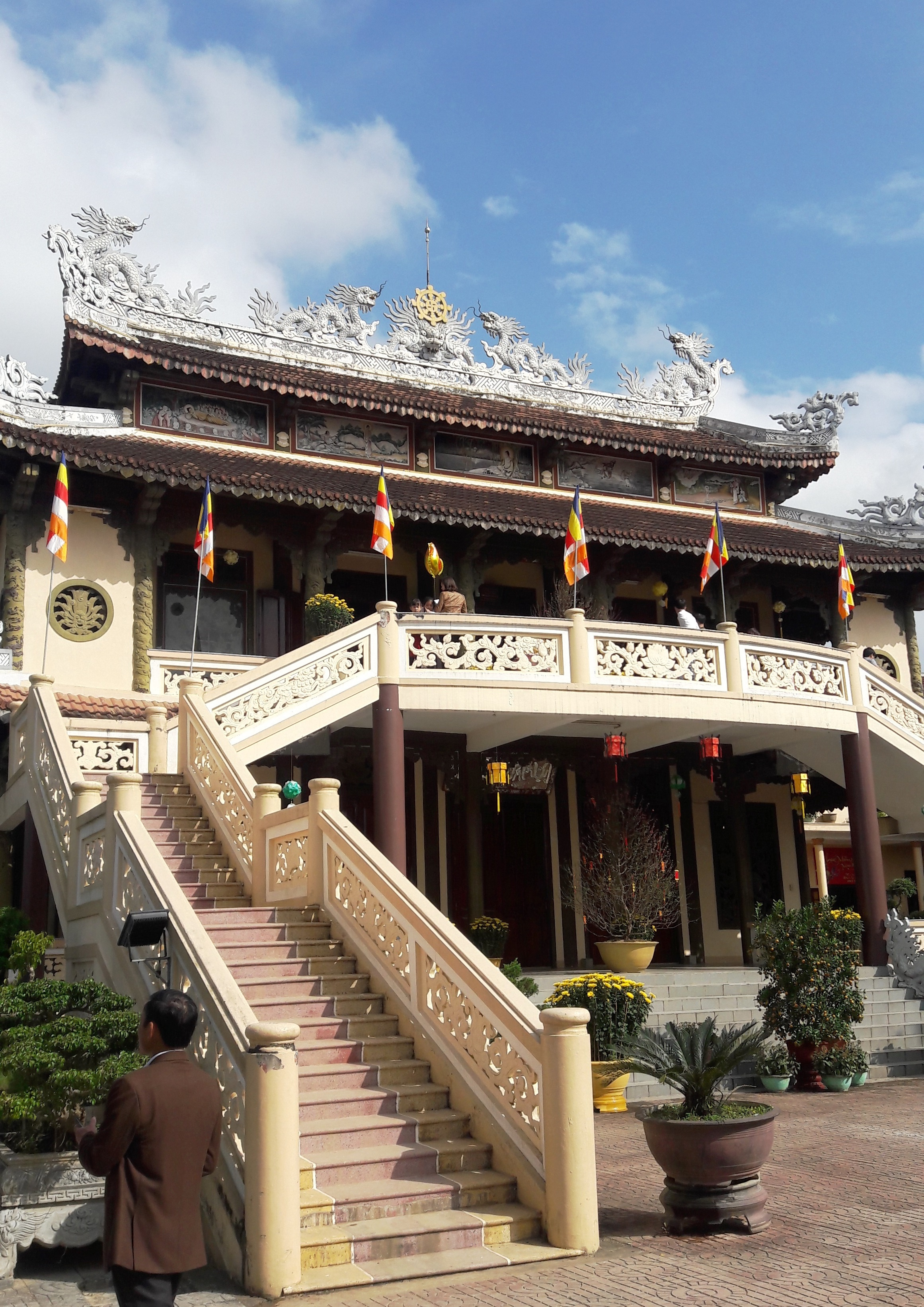
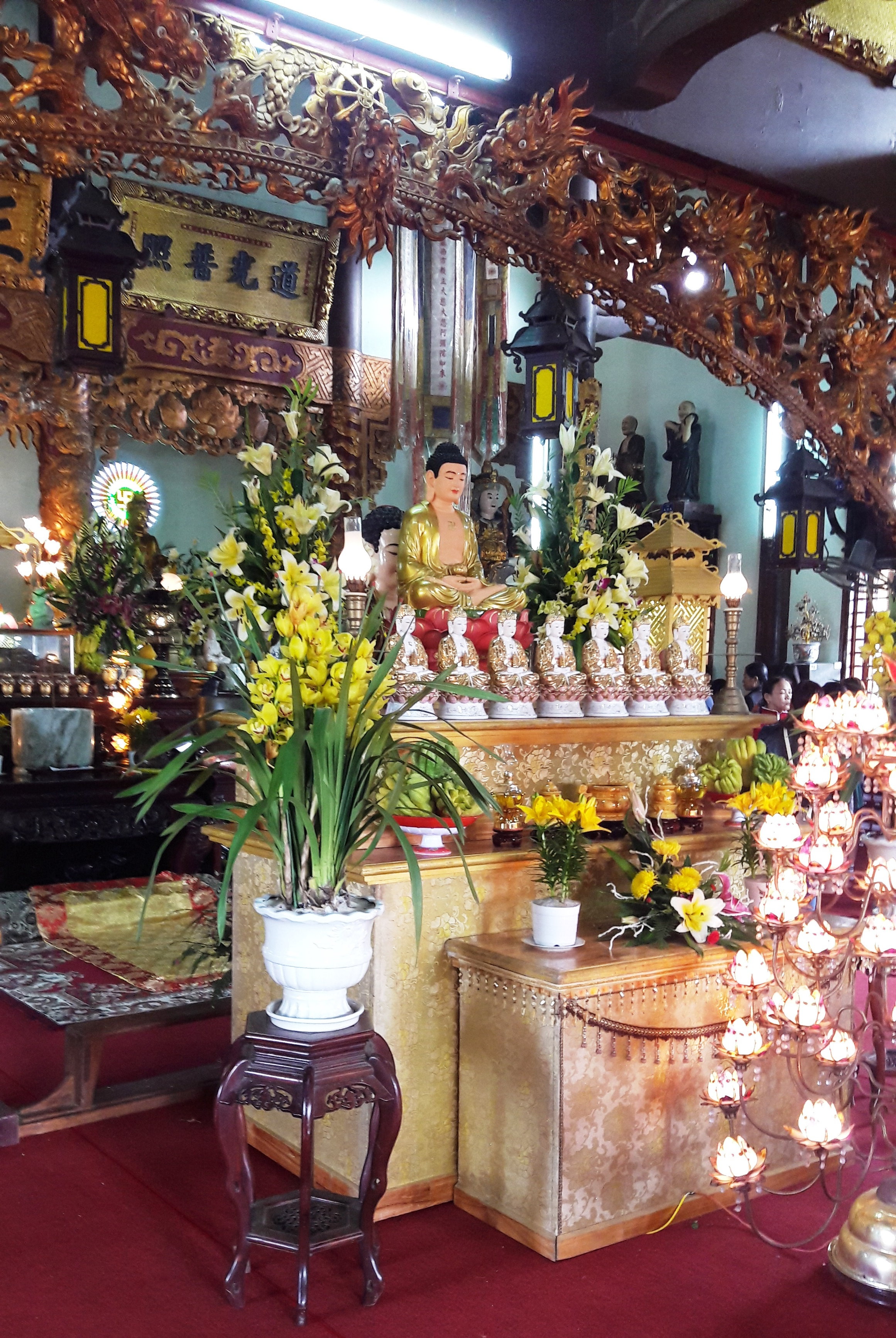